# Nekane
Nekane  è un nome proprio di persona basco femminile.

## Origine e diffusione

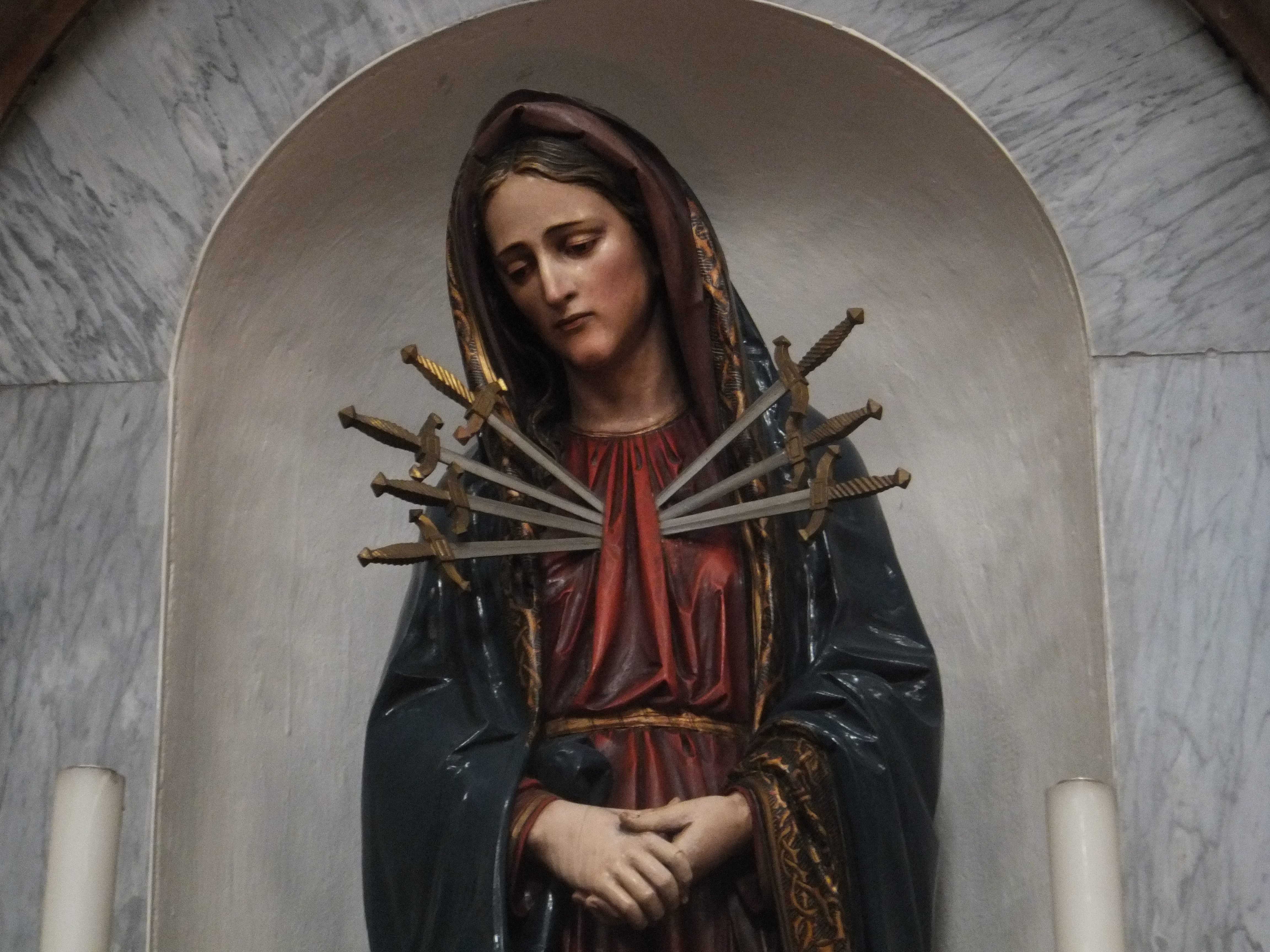
Statua rappresentante i sette dolori di Maria nella chiesa di San Rocco a Miola, Baselga di Piné

Si tratta di un equivalente basco del nome spagnolo Dolores (riferimento quindi ai sette dolori di Maria, Mariaren zazpi nekeak in basco), coniato nel 1910 da Sabino Arana nella sua raccolta di nomi Deun-ixendegi euzkotarra.
Viene frequentemente indicato come "variante basca di Dolores"; tuttavia, pur condividendone il significato, l'etimologia è totalmente diversa: deriva infatti dal termine basco neké, "pena", "stanchezza".

## Onomastico
L'onomastico si festeggia il 15 settembre, ricorrenza dell'Addolorata.